# Dithyrea
Dithyrea är ett släkte av korsblommiga växter. Dithyrea ingår i familjen korsblommiga växter.
Kladogram enligt Catalogue of Life:
| Dithyrea | \| \| Dithyrea californica \| \| \| \| \| \| Dithyrea maritima \| \| \| \| |
|          | \| \| Dithyrea californica \| \| \| \| \| \| Dithyrea maritima \| \| \| \| |
|          | Dithyrea californica                                                       |
|          |                                                                            |
|          | Dithyrea maritima                                                          |
|          |                                                                            |

## Bildgalleri

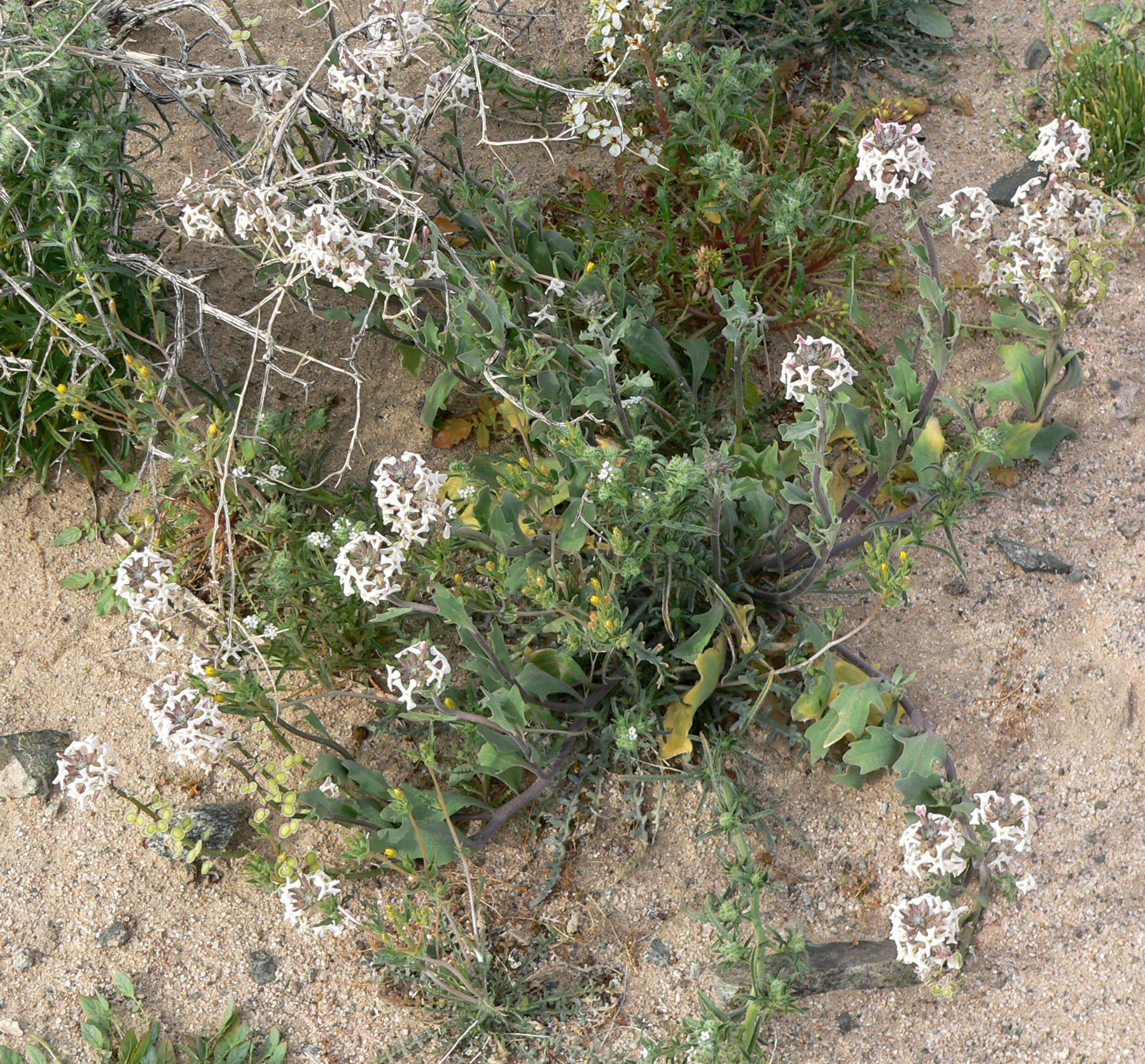